# Bernhard Hoetger

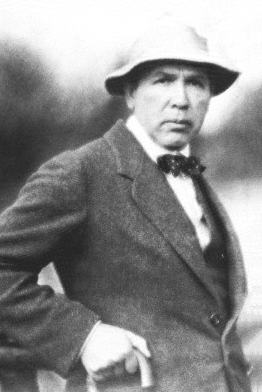
Bernhard Hoetger, um 1924, auf einer Fotografie von Nicola Perscheid

Bernhard Hoetger (* 4. Mai 1874 in Hörde (heute ein Dortmunder Stadtteil); † 18. Juli 1949 in Unterseen, Kanton Bern) war ein deutscher Bildhauer, Maler, Architekt und Kunsthandwerker des Expressionismus.

## Biografie

### Ausbildung und Pariser Jahre
Bernhard Hoetger war Sohn eines Schneidermeisters und Schmieds in Hörde. Er absolvierte von 1888 bis 1892 eine Steinmetzlehre in Detmold mit sich anschließenden Wanderjahren. Von 1895 bis 1897 war Hoetger Technischer Leiter der Werkstatt für kirchliche Kunst von Franz Goldkuhle in Wiedenbrück. Er bezeichnete diese Zeit wegen des rauen Handwerkertons als seine „Fron- und Sklavenjahre“.
Nach seinem Studium an der Kunstakademie Düsseldorf als Schüler von Karl Janssen folgte von 1900 bis 1907 ein Aufenthalt in Paris, wo ihn Maillol und Rodin beeinflussten. Dadurch wurde Hoetger zum Expressionisten. Im Atelier von Rodin machte er 1906 die Bekanntschaft von Paula Modersohn-Becker, die ihm von der Künstlerkolonie Worpswede berichtete. Später beschäftigte sich Hoetger auch mit den Werken Gaudís.
1905 heirateten Bernhard Hoetger und die Konzertpianistin Helene Natalie Haken (1880–1967), Lee genannt.

### Darmstädter Künstlerkolonie

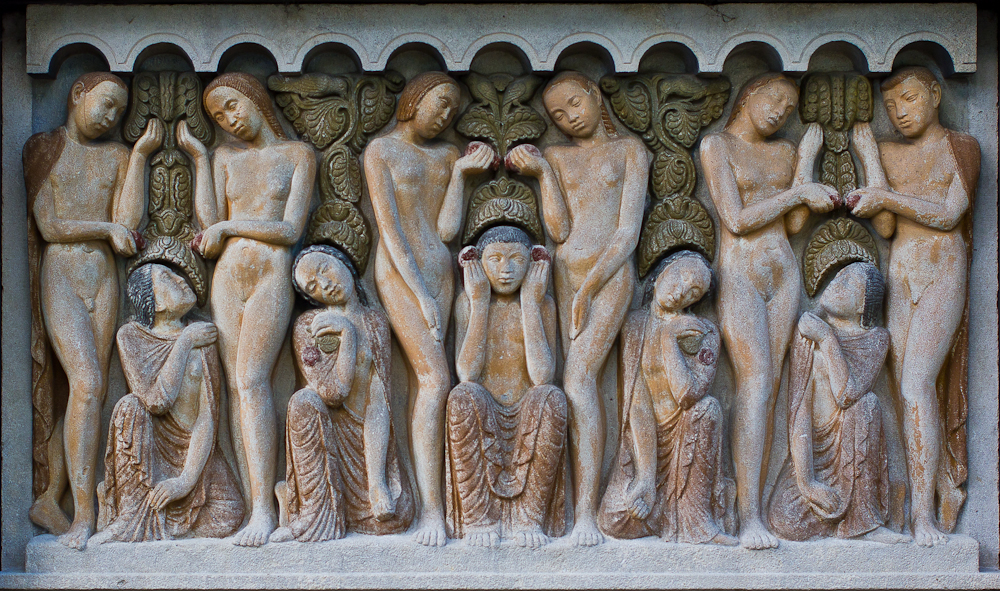
Relief Frühling

1909 wurde Hoetger an die Darmstädter Künstlerkolonie berufen.
Die Ernennung zum Professor erfolgte 1911 durch den Großherzog Ernst Ludwig von Hessen und bei Rhein (1868–1937).
Um 1912 arbeitete er an der Errichtung des Darmstädter Platanenhains für die vierte Ausstellung der Künstlerkolonie auf der Mathildenhöhe im Jahr 1914. Die Vorarbeiten fanden in Florenz statt; dieses Material wurde zum größten Teil vernichtet.
Erhalten ist im sogenannten „Platanenhain“ ein Zyklus von Plastiken, der die Licht- und Schattenseiten darstellt. Es handelt sich um die Verkörperungen der guten und schlechten Eigenschaften des Menschen, die Hoetger jeweils zu beiden Seiten einer zentralen Buddhafigur, der lachenden und der schlafenden Seite, gruppierte.
Ein weiteres Werk im Rahmen der Künstlerkolonie ist das „Löwentor“. Die sechs expressiven, leicht abstrahierten Löwen aus Stein standen ursprünglich auf von Albin Müller entworfenen steinernen Säulen-Paaren, das ganze bildete das Haupttor zur Ausstellung von 1914 auf der Mathildenhöhe. Während die Säulen-Paare als Tor zum Hochschulstadion wiederverwendet wurden, entwarf Müller für die Löwen sechs neue hohe Pfeiler aus Backstein, die 1926/1927 am Eingang zum Park Rosenhöhe errichtet wurden.
Ferner befinden sich auf der Mathildenhöhe vier monumentale farbige Reliefs mit den Titeln Schlaf, Auferstehung, Frühling und Sommer, große steinerne Vasen sowie ein Brunnen mit drei Frauenfiguren, die den Wasserkreislauf versinnbildlichen. In Nischen zwischen pflanzlichen Spalierwänden stehen einzelne Figuren. Eine Figur zu Ehren von Paula Modersohn-Becker zeigt eine liegende Mutter mit Kleinkind. Weitere Ergänzungen sind Silberlöwen und Leoparden aus Bronze am Eingang zum Platanenhain.
In Darmstadt fand Bernhard Hoetger Unterstützung durch den Wuppertaler Bankier August von der Heydt und durch Großherzog Ernst Ludwig von Hessen-Darmstadt.

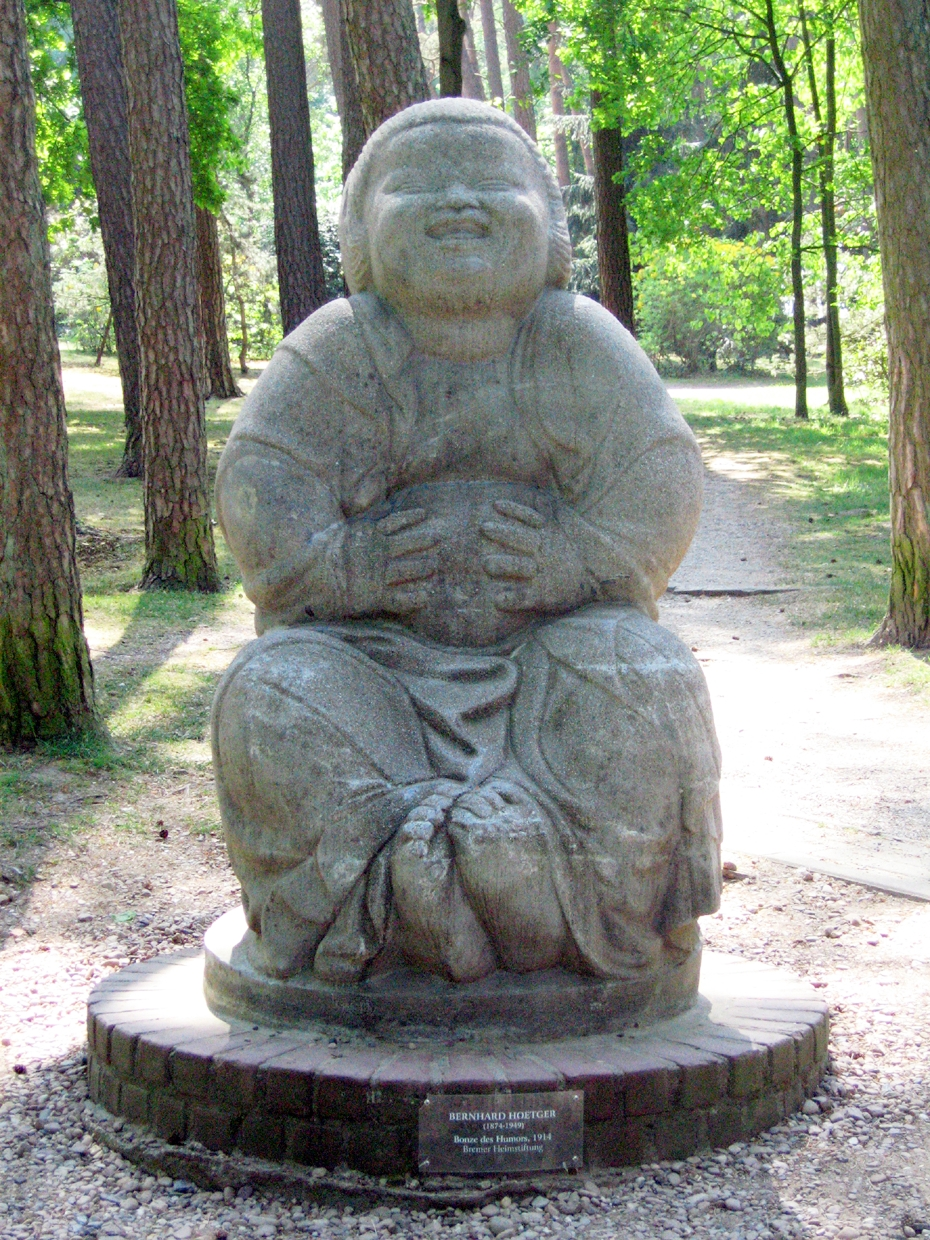
Bernhard Hoetger: Bonze des Humors (1914), Worpswede.

### Worpswede
Nachdem Bernhard Hoetger 1913 drei Ateliers in Fischerhude bei Bremen unterhalten hatte, siedelte er, durch Paula Modersohn-Becker während der Pariser Zeit inspiriert, 1914 nach Worpswede über. Hier entstand unter seiner Federführung das Kaffee Worpswede, wo er zunächst eigene Kunstwerke ausstellte.
1915 kaufte Hoetger in dem Ort ein Haus mit Grundstück, den Brunnenhof. Das Gebäude baute er zum geräumigen und repräsentativen Wohn- und Atelierhaus aus. Den Park gestaltete er auch mit Werken aus seinem Zyklus Licht und Schatten. Paarweise stellte er die Abgüsse der Titel Wut, Rache, Panther und Silberlöwe auf. Der Kunsthistoriker Wolfgang Saal meint, in der Gestaltung des „Brunnenhofes“ 1915 eine „Konkretion von Hoetgers Sonnensehnsucht“ zu erkennen, die sich auch in Architekturentwürfen fortsetzte. Die Skulptur Der Schreitende Jüngling ist ein Symbol dafür: „Ferne schreitet im Sonnengarten erhobenen Armes der Jüngling einer kommenden Zeit“ stützt die These der Sonnenausrichtung Hoetgers beim Umbau des Wohnhauses und Gestaltung des Gartens. Schon im Programm des Darmstädter Platanenhains 1911 bis 1914 kündigt sich diese „Sonnensehnsucht“ – wichtiger Inhalt vieler Religionen – an. Hoetger versuchte, eine aus den Elementen verschiedener Religionen und Kulturen zusammengesetzte weltanschauliche Synthese zu dokumentieren. So wie Hoetger die Bildhauerei vieler Epochen und Stilrichtungen künstlerisch verarbeitete, so filterte er aus den Religionen und Philosophien der Welt das heraus, was er für wesentlich hielt.

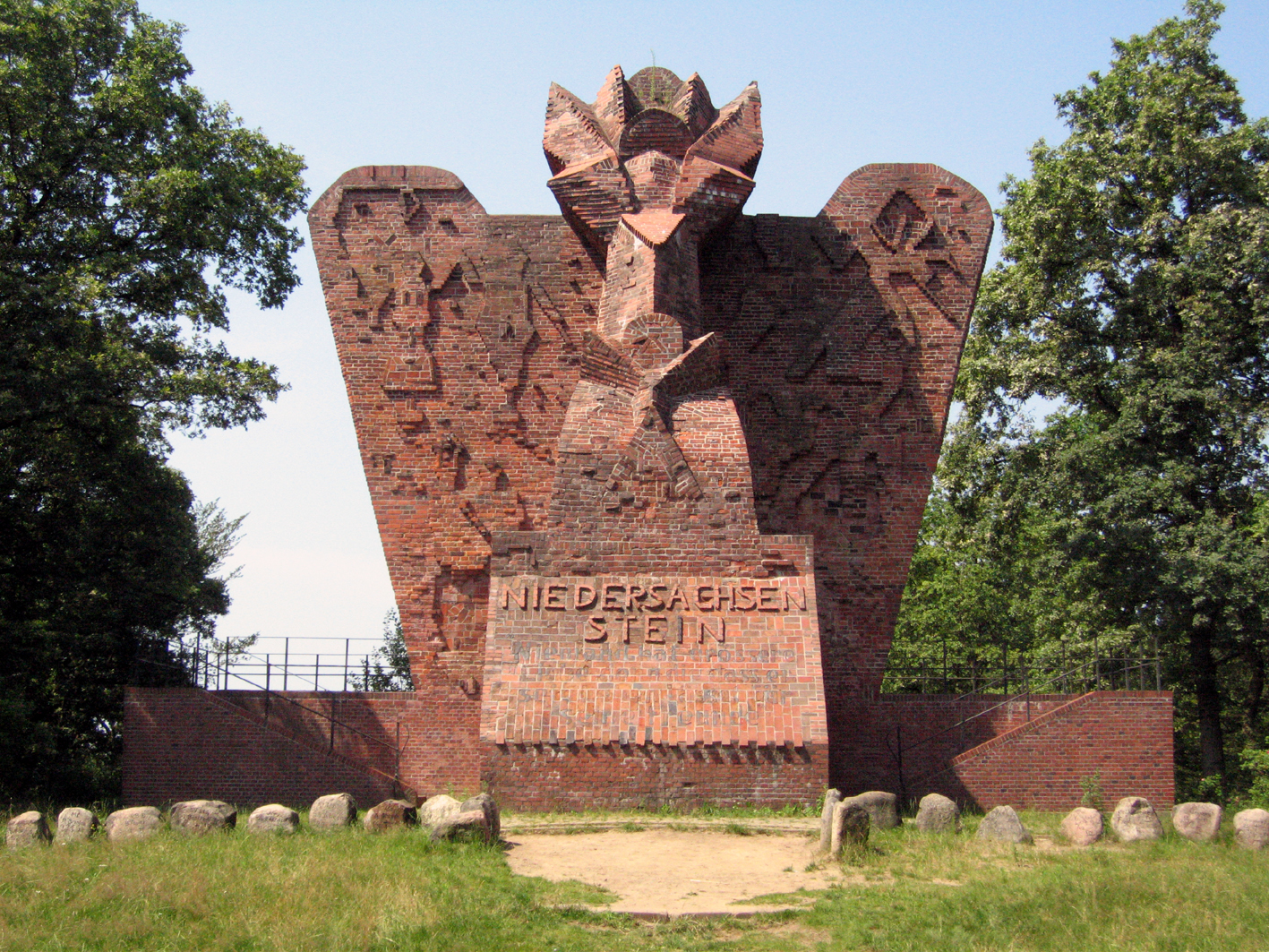
Niedersachsenstein

Nach dem Verkauf des Brunnenhofs erbaute Hoetger am südlichen Hang des Weyerberges – Hinterm Berg 14 – von 1921 bis 1922 seinen zweiten Worpsweder Wohnsitz das Haus Hoetger. In dem begehbaren Kunstwerk, das exakt nach Süden ausgerichtet ist, befindet sich heute Das Kreative Haus. Hoetger schuf das Gebäude mit den Materialien der Umgebung.
1922 führte Hoetger in Worpswede das Gefallenendenkmal für die Opfer des Ersten Weltkrieges, das 18 Meter hohe Backsteindenkmal Niedersachsenstein aus. Ein weiteres Werk ist der von ihm von 1916 bis 1919 gestaltete Grabstein von Paula Modersohn-Becker auf dem Friedhof von Worpswede.
Der Brunnenhof brannte 1923 ab. Erhalten und restauriert ist der Garten mit zahlreichen Skulpturen, der später zu Ehren des Künstlers den Namen Hoetger-Garten erhielt.
Er prägte die Architektur des Ortes und entwarf das Landhaus Brunnenhof (1914), den Niedersachsenstein (1922), die Töpferei (1921), die Kunsthütte (1921), Haus Hoetger (1922), das Kaffee Worpswede (1925), das Logierhaus (1926) und die Große Kunstschau Worpswede (1927).

### Böttcherstraße

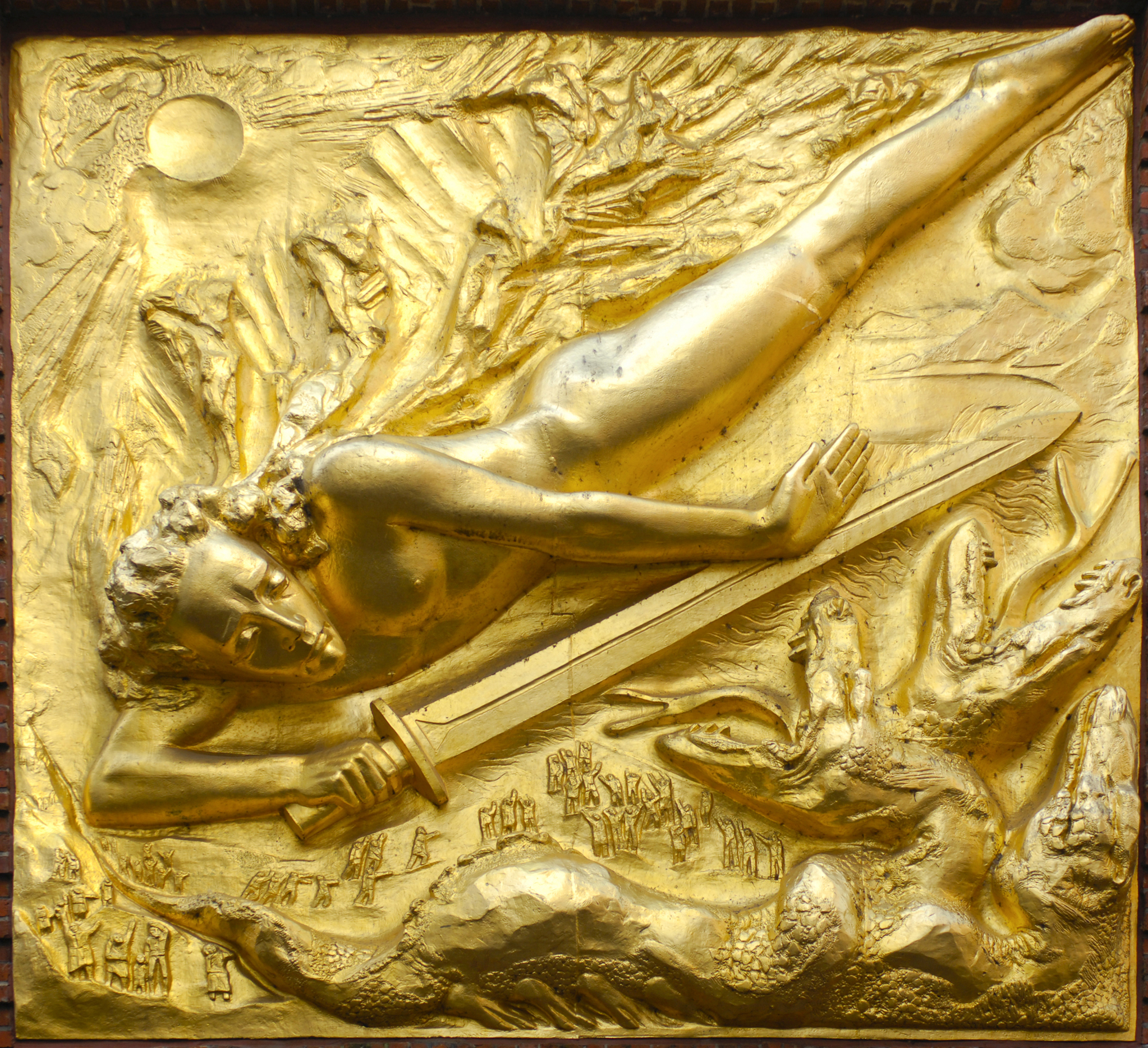
Eingang zur Böttcherstraße. Lichtbringer, Fassadenrelief von Hoetger, April 1936

Bernhard Hoetger machte die Bekanntschaft mit dem Bremer Kaufmann Ludwig Roselius, woraus die Aufgabe seines Lebens entstand: die Neugestaltung der Bremer Böttcherstraße. Dabei schuf er unter anderem an der Ostseite der kleinen Verbindungsgasse zwischen Markt und Weser 1930/1931 ein expressionistisches Meisterstück – das Haus Atlantis. Im dort gelegenen Paula Modersohn-Becker Museum sind einige seiner Skulpturen vorhanden, u. a. die Schreitende (siehe auch Abschnitt „Skulpturen, Reliefs, Brunnen“ im Artikel Böttcherstraße).

### Weitere Werke

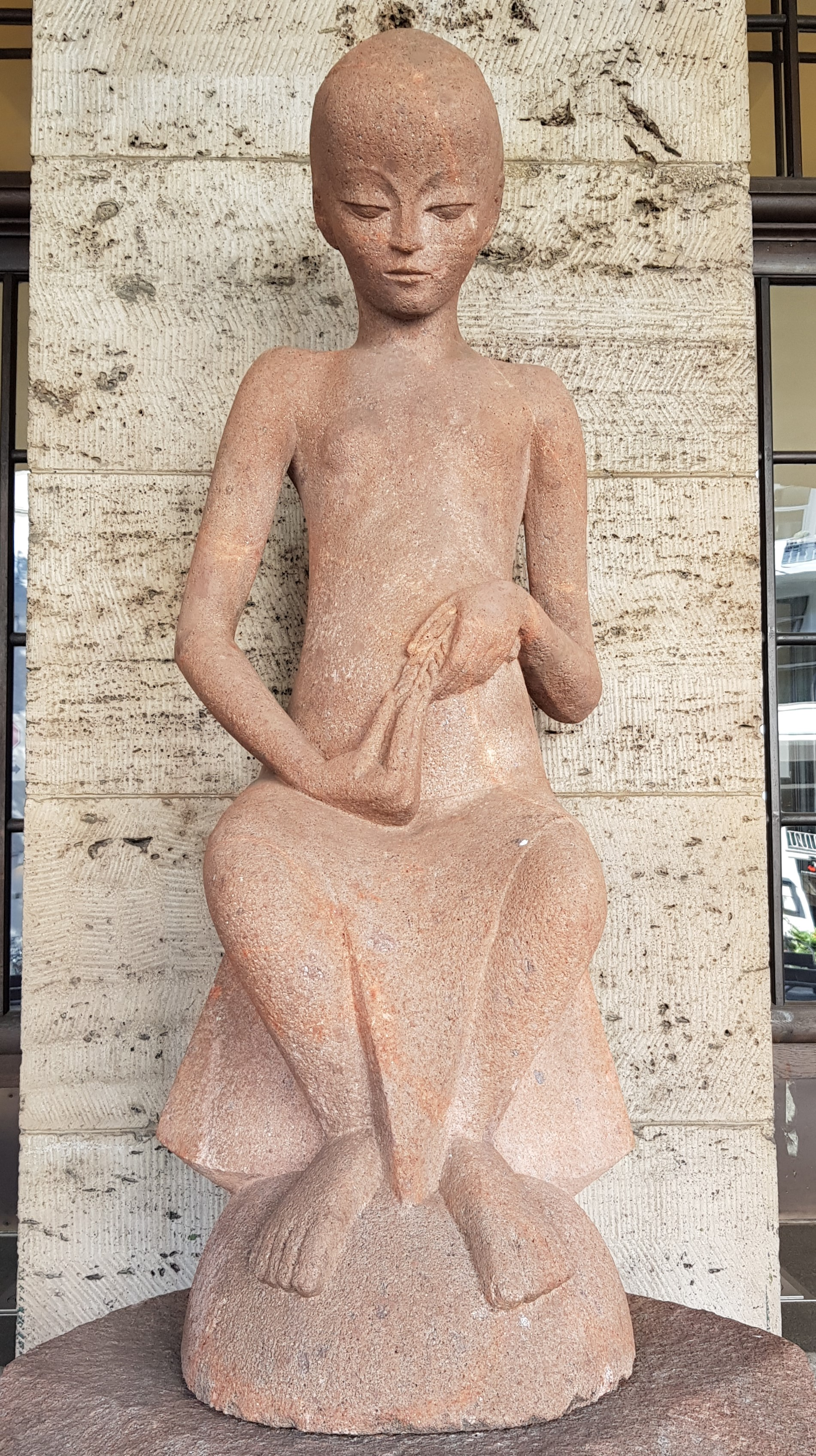
Die wiederaufgefundene „TET-Statue“ am Originalstandort

Auch an anderen Orten sind die Spuren von Hoetgers Wirken zu finden. 1912/1913 schuf er für das von dem Architekten Otto Ingold (1883–1943) gebaute Volkshaus Bern vier in Kunststein gegossene Figuren, die die Kraftquelle des Volkes darstellen. und 1915 das überdimensionale Waldersee-Denkmal, das in Hannover am Rande der Eilenriede aufgestellt wurde und unter Denkmalschutz steht.
Hermann Bahlsen war ein früher Förderer Hoetgers, der 1916/1917 von ihm einen ganzen Stadtteil (TET-Stadt), mit Fabrik, Verwaltungsgebäuden und Wohnungen für rund 17000 Mitarbeiter planen ließ, der aber des Ersten Weltkriegs wegen nicht zur Ausführung kam. 2018 wurde nach mehr als 80 Jahren eine vorsorglich versteckte und damit vor den Nationalsozialisten gerettete Statue Hoetgers, die „TET-Göttin“ darstellend, aufgefunden und an ihren angestammten Platz am Bahlsen-Stammhaus in Hannover aufgestellt.

### Nach 1933

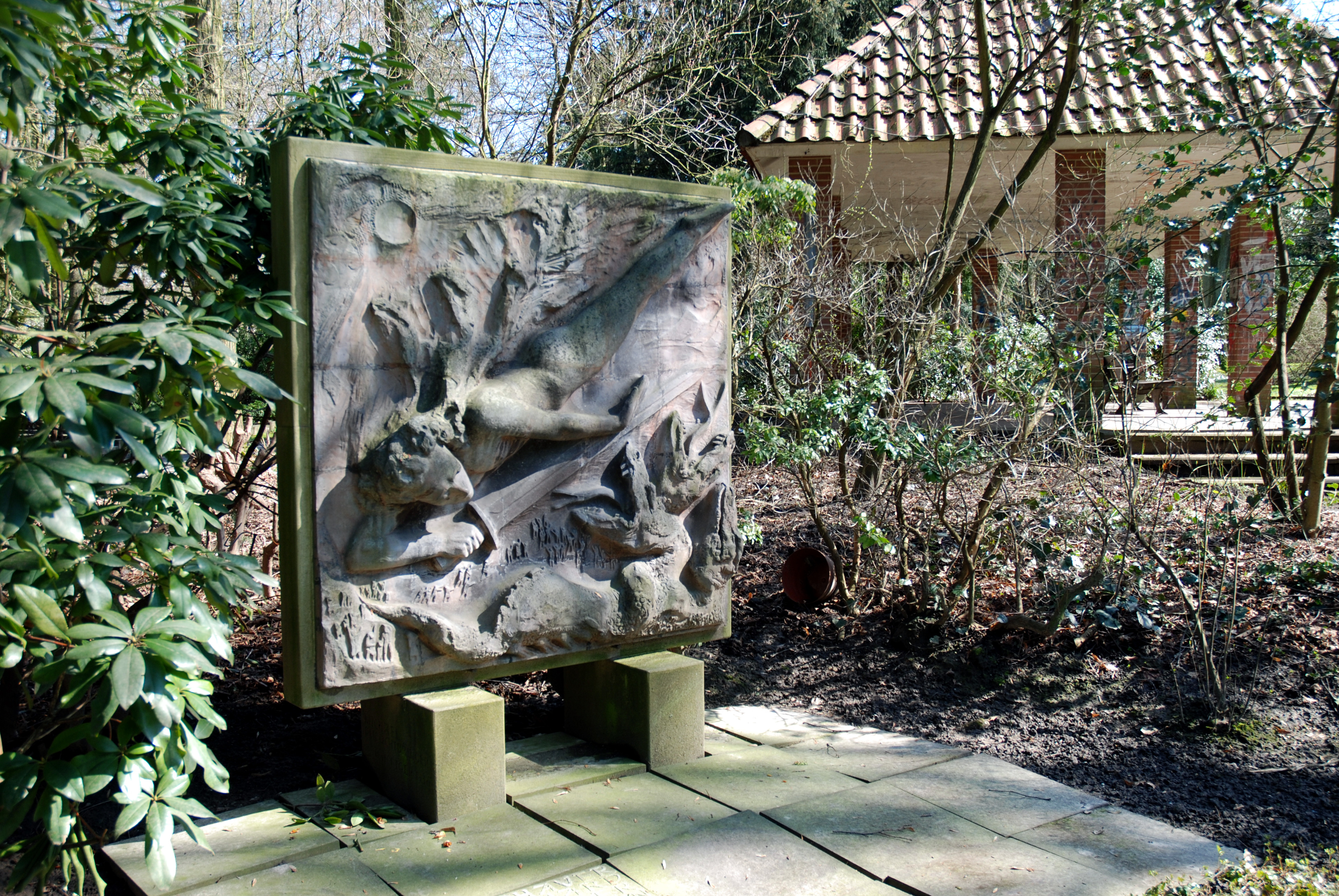
Grabstätte Hoetgers in Dortmund (2009). Das Lichtbringer-Relief wurde 2020 entfernt.

Wie sein Mäzen Ludwig Roselius sympathisierte Hoetger mit dem Nationalsozialismus. Er trat zum 1. Oktober 1934 der NSDAP bei (Mitgliedsnummer 2.791.181). Er versuchte, die Partei für seine von der völkisch-nordischen Ideenwelt beeinflusste Kunst zu gewinnen, was ihm aber nicht gelang. Sein Werk galt seit der entsprechenden Rede Adolf Hitlers auf dem Nürnberger Reichsparteitag 1936 als „entartet“. Hoetger wurde aus der Partei ausgeschlossen.
Ab 1934 wohnte er in Berlin. Bernhard Hoetger war Mitglied des Deutschen Künstlerbunds.
1937 wurden in der Nazi-Aktion „Entartete Kunst“ Werke Hoetgers aus dem Schlesischen Museum der Bildenden Künste Breslau, der Kunsthalle Bremen, der Städtischen Kunstsammlung Chemnitz, der Skulpturensammlung Dresden, dem Städtischen Kunst- und Gewerbemuseum Dortmund, dem Museum für Kunst und Heimatgeschichte Erfurt, dem Städelschen Kunstinstitut und Städtische Galerie Frankfurt/Main, dem Wallraf-Richartz-Museum Köln, dem Heimatmuseum Kolberg, dem Städtischen Museum Mainz, dem Landesmuseum Oldenburg, dem Schlossmuseum Weimar und dem Nassauischen Landesmuseum Wiesbaden beschlagnahmt. Einige wurden zerstört, andere gingen zur „Verwertung“ auf dem internationalen Kunstmarkt an den Kunsthändler Bernhard A. Böhmer. Ihr Verbleib ist zumeist unbekannt. Nur wenige konnten nach 1945 sichergestellt werden.
1943 floh Hoetger aus Berlin über das Riesengebirge und Oberbayern in die Schweiz, wo er 1949 in Unterseen starb. Sein Grab befindet sich auf dem Dortmunder Ostenfriedhof.

## 1937 als „entartet“ beschlagnahmte Werke

### Plastiken
- Bildnis Frau Stadtdirektor Tramm (Bronze, Höhe 37 cm, 1913)
- Badender Junge (zerstört)

### Tafelbilder
- Landschaft mit Windmühle (Öl auf Pappe, 100 × 72 cm)
- Windmühle (Öl auf Pappe, 90 × 71,5 cm; zerstört)

### Zeichnungen
- Weiblicher Akt (Aquarell)
- Sechs Akte (Aquarell)
- Bäume (Tuschzeichnung, zerstört)
- Kahnfahrt im Sommer (Kohlezeichnung, zerstört)

### Druckgrafiken
- Pfingsten – Die Erleuchtung (Radierung, 78 × 91 cm, 1923)
- Mutter und Kind (Lithografie, 29 × 27 cm, 1925)
- Figürliche Komposition (Lithografie, 37,5 × 30,7 cm, 1921; Blatt 7 der beschlagnahmten 3. Mappe „Neue europäische Graphik. Deutsche Künstler“, Bauhaus Drucke, Weimar, 1921)
- Mappe mit sechs Lithografien und einer Farblithografie

## Veröffentlichungen
- Erinnerungen an Paula Modersohn. In: Die Tide. Niederdeutsche Heimatblätter. 6. Jg., Heft 7, Juli 1929, S. 267–273.

## Bernhard-Hoetger-Preis
Der Bernhard-Hoetger-Preis war ein mit Geld dotierter Akademiepreis für Bildhauerei, der von der Kunstakademie Düsseldorf an herausragende Studenten der Bildhauerklassen verliehen wurde.
Gestiftet wurde der Preis 1974, zum 100. Geburtstag Hoetgers. Als Träger wurde eine Stiftung eingesetzt, die aus dem Nachlass Hoetgers finanziert wurde.
Preisträger waren u. a. Gert Kiessling (1974), Bogomir Ecker (1976), Karl Manfred Rennertz (1977), Wolfgang Kohl (1978), Jindřich Zeithamml (1982), Jo Achermann (1984), Peter Nagel (1988), Thomas Kühnapfel (1990), Frauke Ratzke (1992), Stefan Sous (1994), Herbert Willems (1996) und Martin Bucher (1998).

## Ehrungen
- Ernennung zum Professor (1911).[3]
- Ehrenmitglied der Kunstakademie Düsseldorf[24]
- Der Hoetgerweg in Bremen-Oberneuland wurde nach ihm benannt (1965).[3]
- Er bekam ein Ehrengrab in Dortmund (1967).[3]
- Die Bernhard-Hoetger-Straße bzw. Hoetgerstraße in Osterholz-Scharmbeck und Osnabrück-Wüste tragen seinen Namen.
- Eine Gedenktafel erinnert an sein von 1939 bis 1943 bestehendes Atelier in Berlin-Frohnau, Gollanczstraße 40.
- Am Hoetger-Hof in Worpswede steht Das Kreative Haus.
- Die Hoetgergasse in Rheda-Wiedenbrück beheimatet das Künstlerhaus und das Kunstmuseum Wiedenbrücker Schule.
- Bernhard-Hoetger-Preis, verliehen ab 1974.[3]
- Die von Bernhard Hoetger geschaffenen Skulpturen im Platanenhain in Darmstadt zählen seit 2021 mit zum UNESCO-Welterbe „Mathildenhöhe Darmstadt“ und ehren somit sein dortiges Werk.[25]

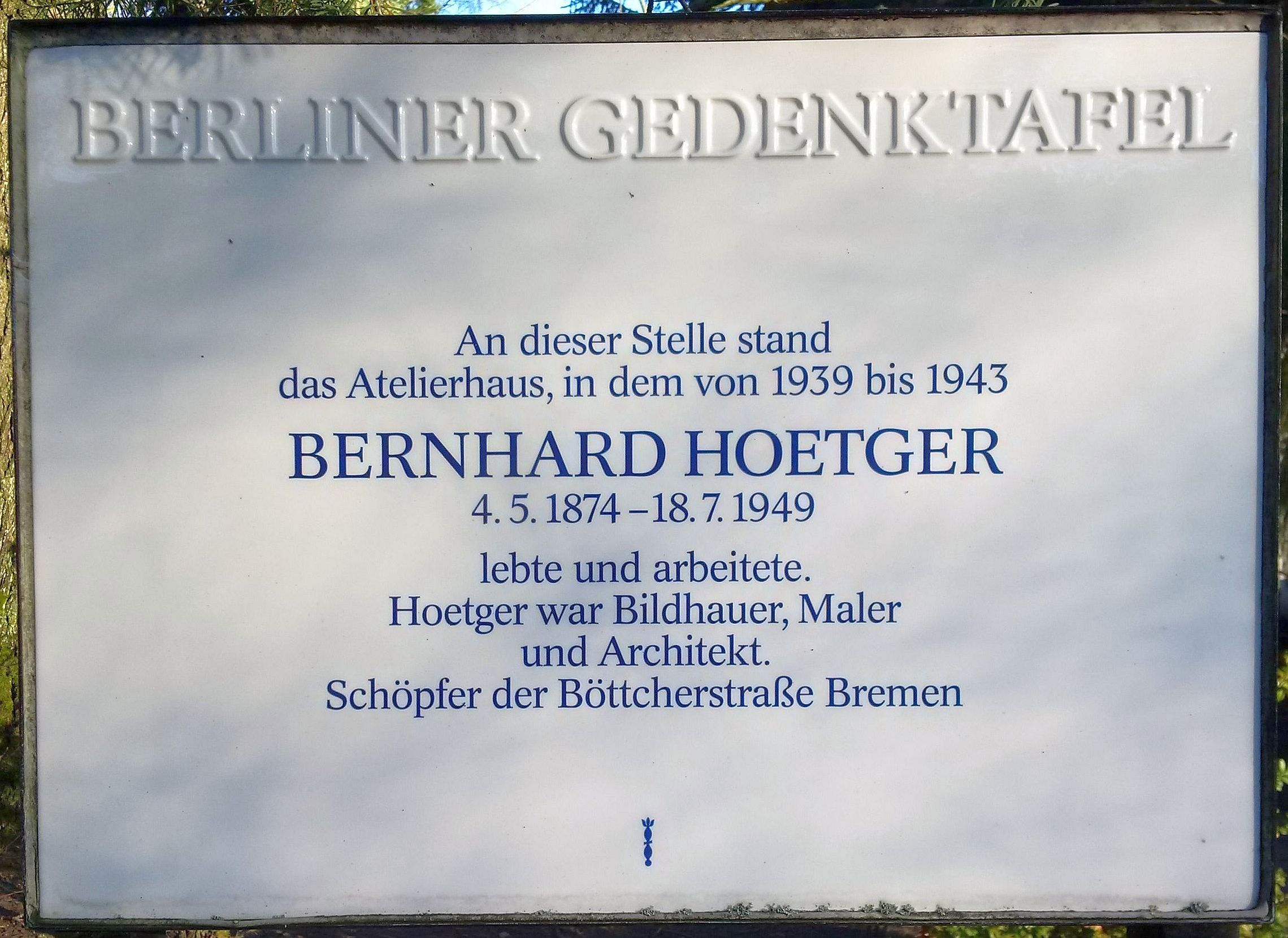
Berliner Gedenktafel, Gollanczstraße 40 in Berlin-Frohnau
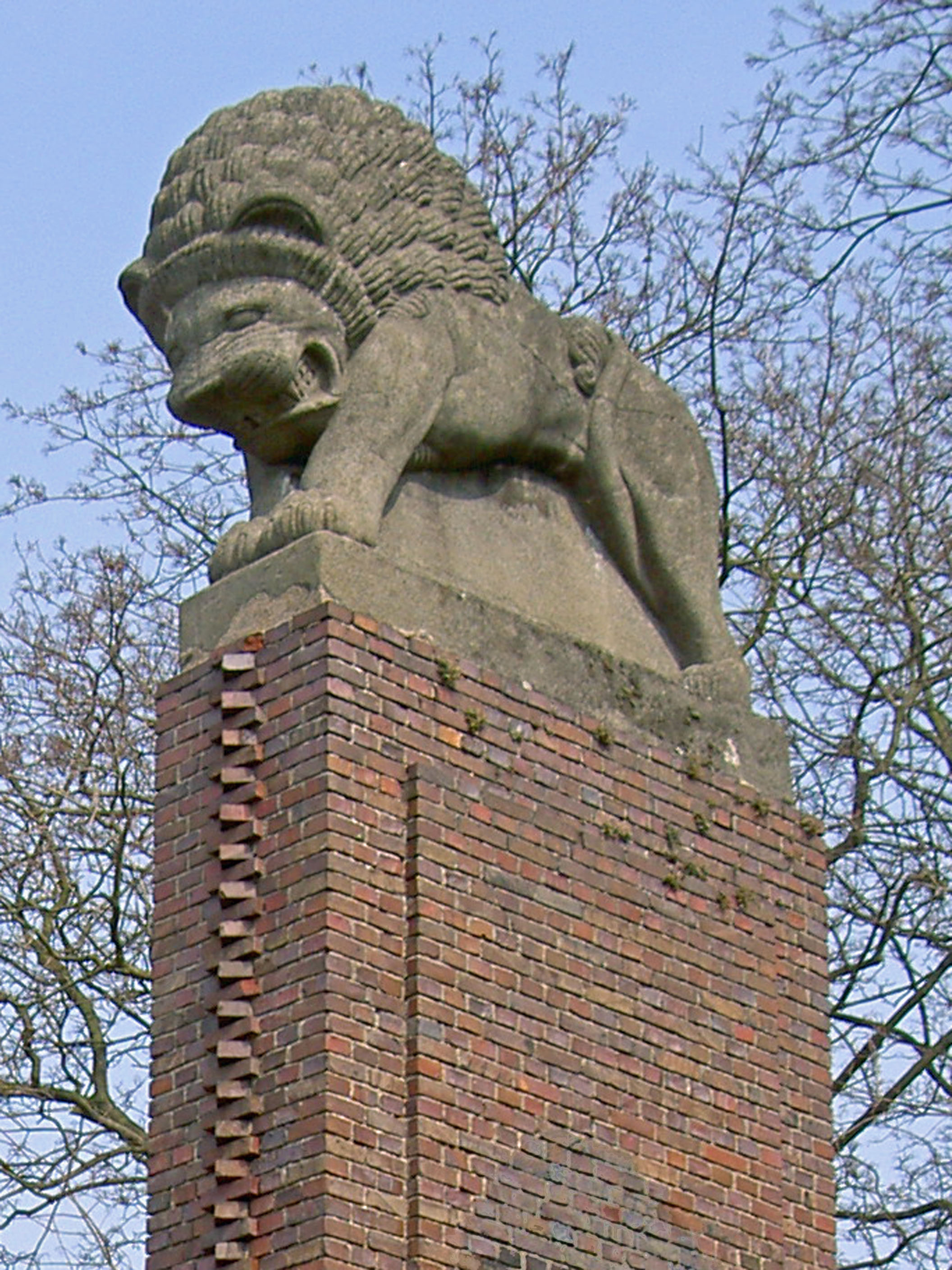
Löwentor Darmstadt (Pfeiler von Albin Müller)
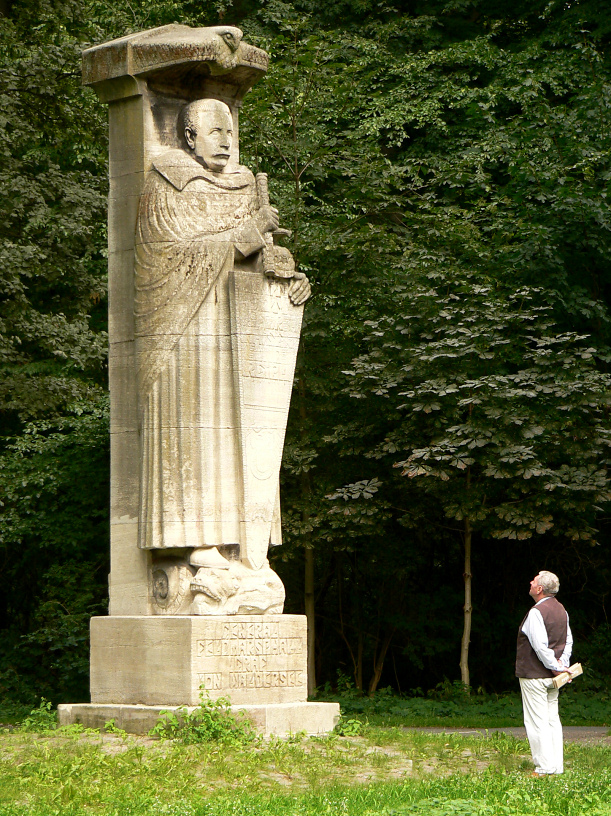
Waldersee-Denkmal am Rand der Eilenriede in Hannover
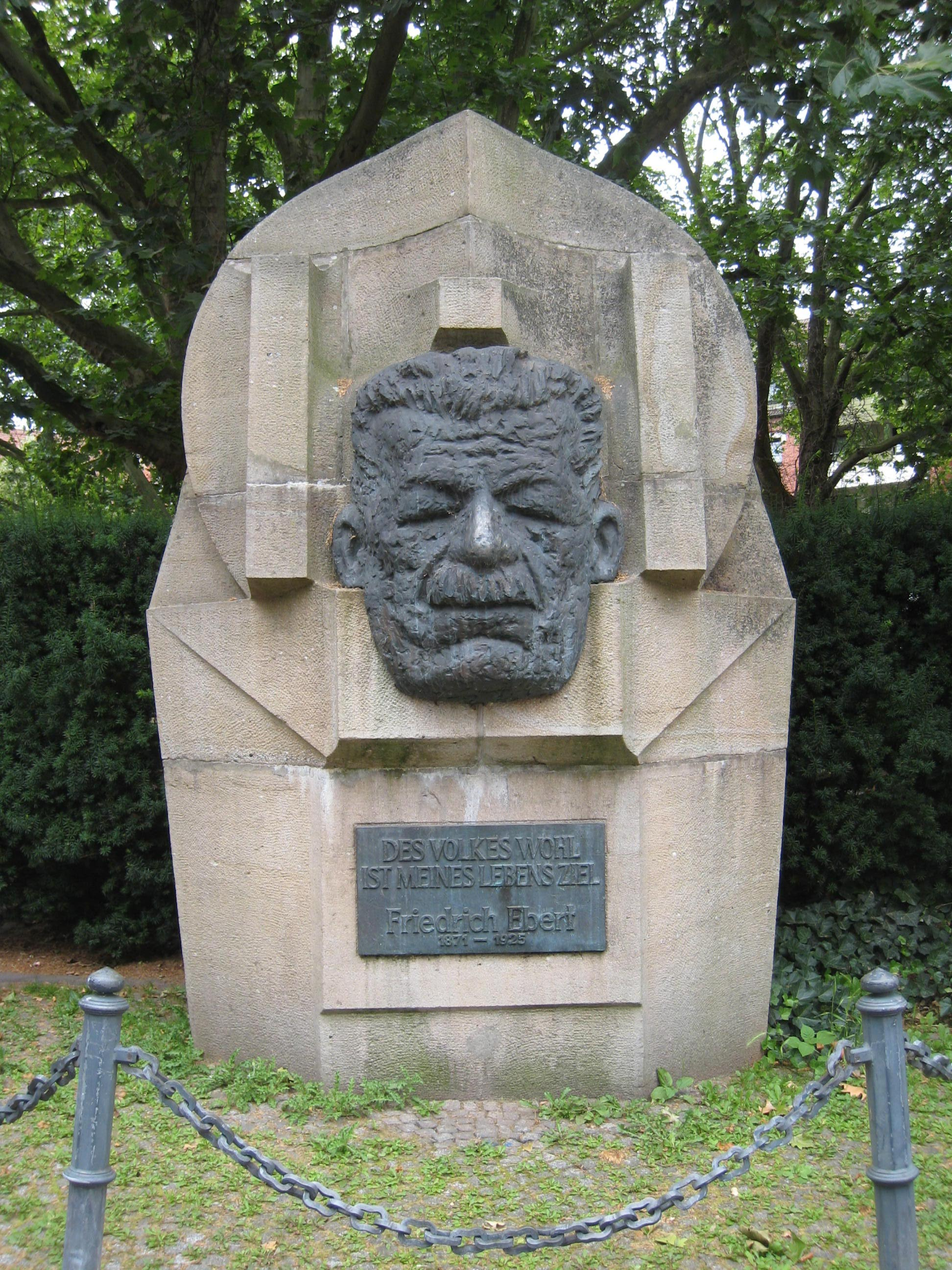
Friedrich-Ebert-Denkmal in Dortmund-Hörde
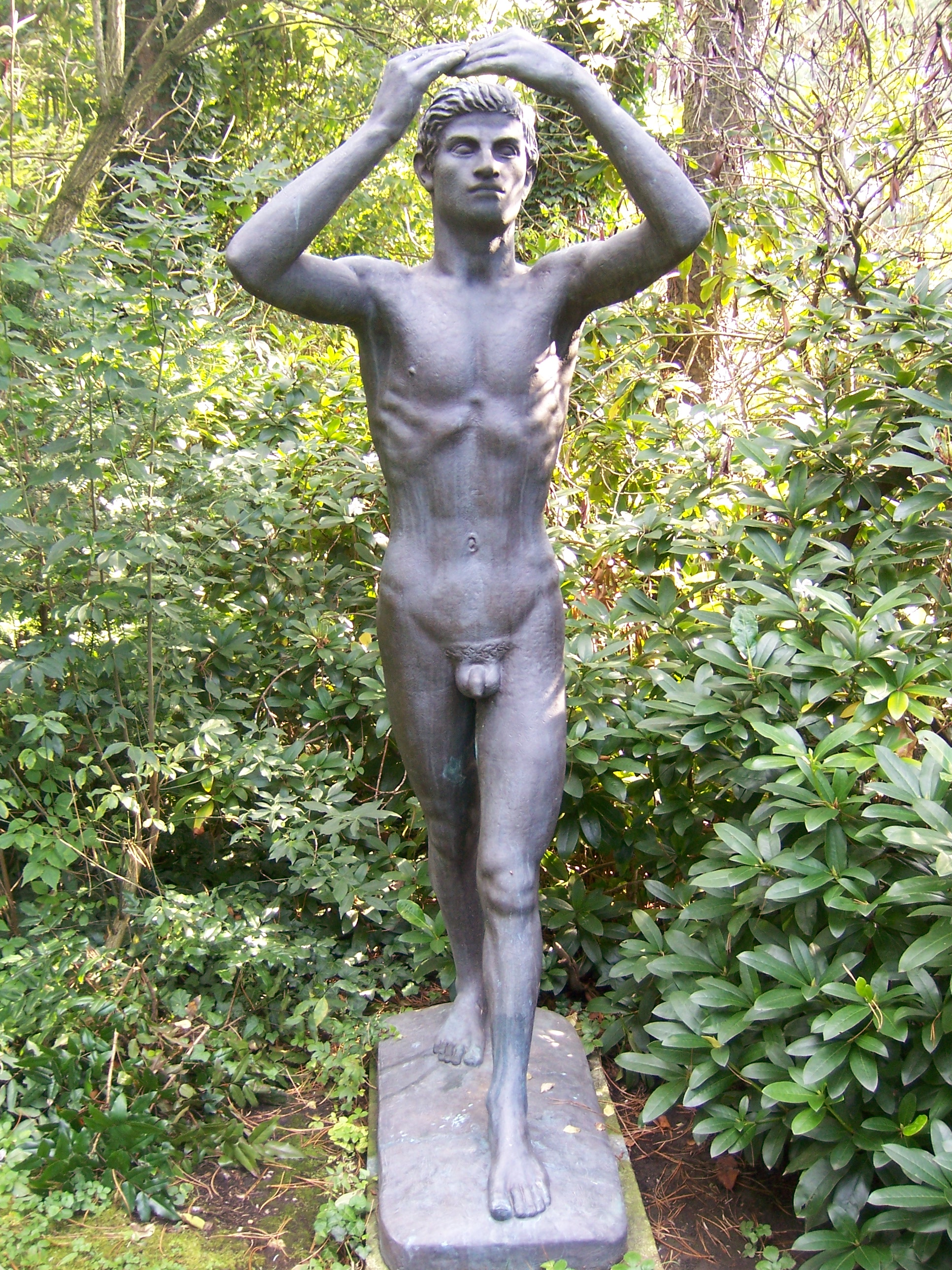
Jünglingsskulptur Der Tag auf dem Leipziger Südfriedhof
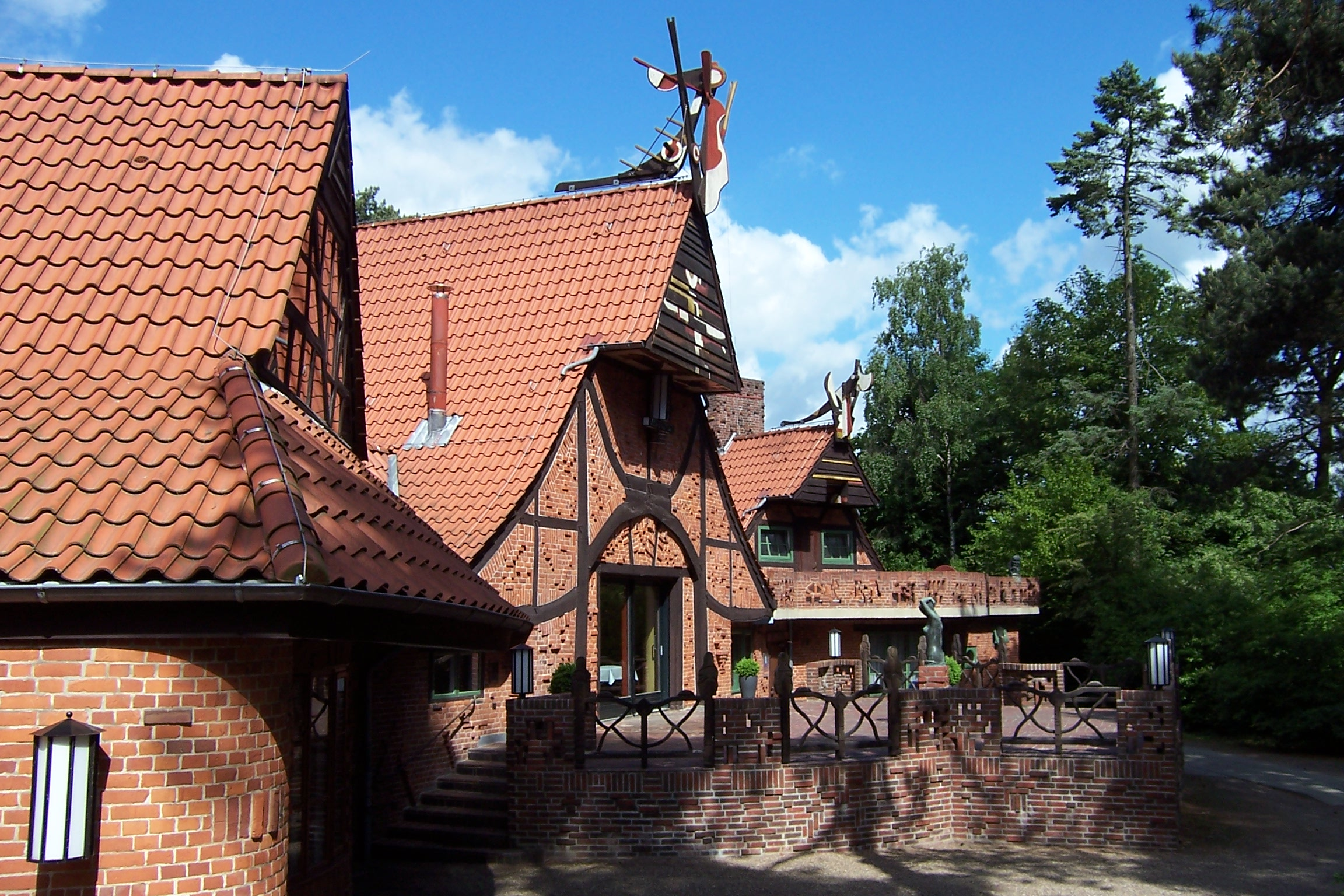
Kaffee Worpswede
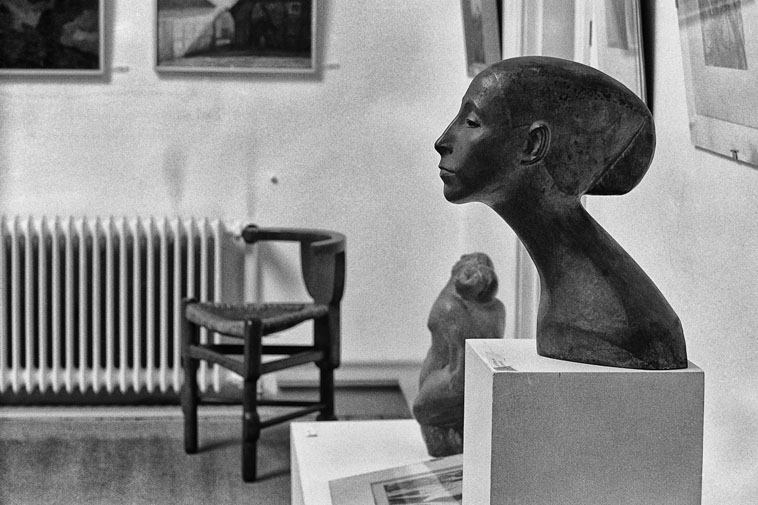
Plastiken in der Ausstellung „Worpswede 1920–1930“ bei Fritz Netzel, Worpswede, April 1963. Rechts Büste der Sent M’Ahesa, heute im Landesmuseum Hannover
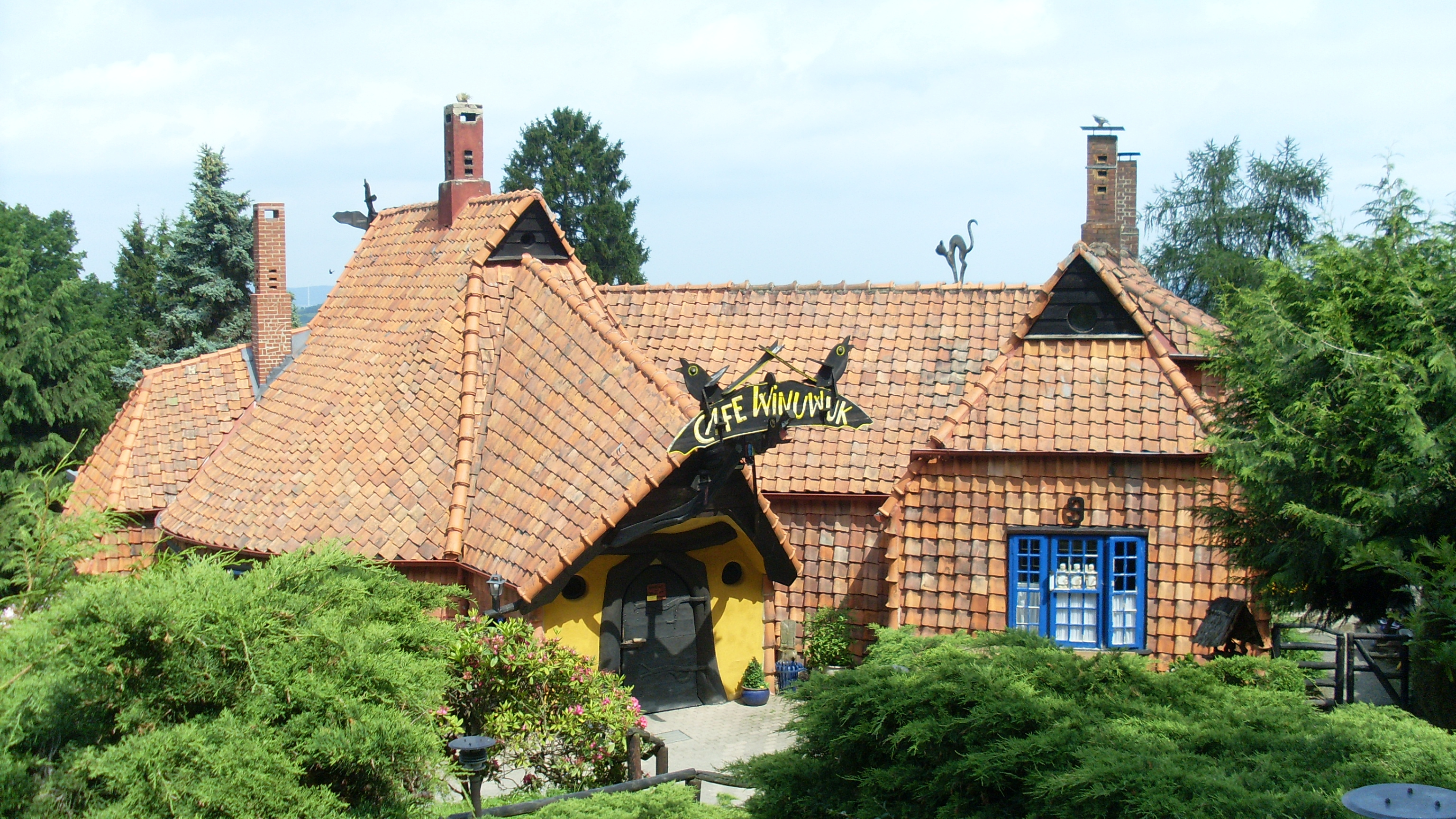
Café Winuwuk in Bad Harzburg
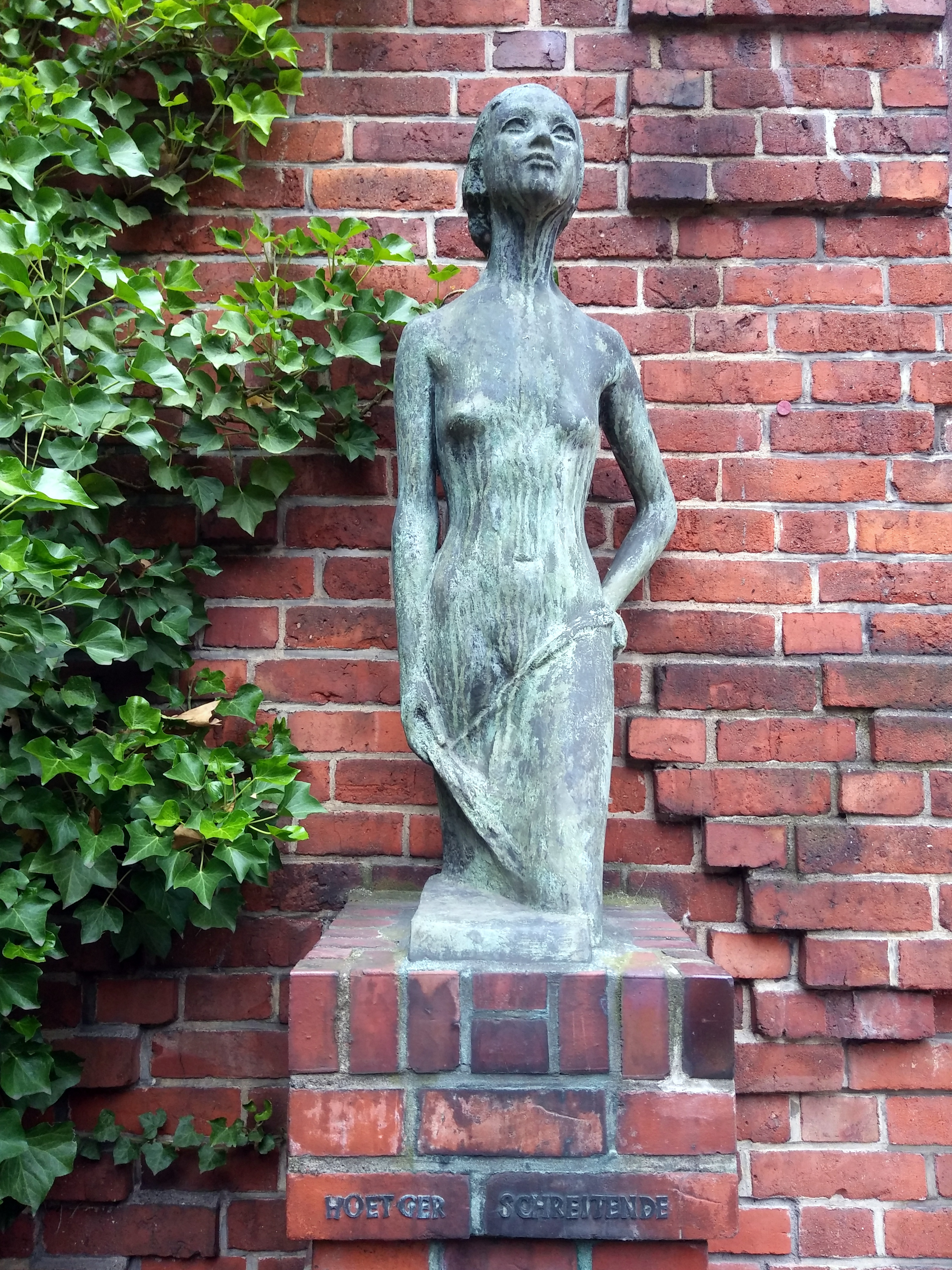
Skulptur Schreitende, Paula-Modersohn-Becker-Museum in Bremen
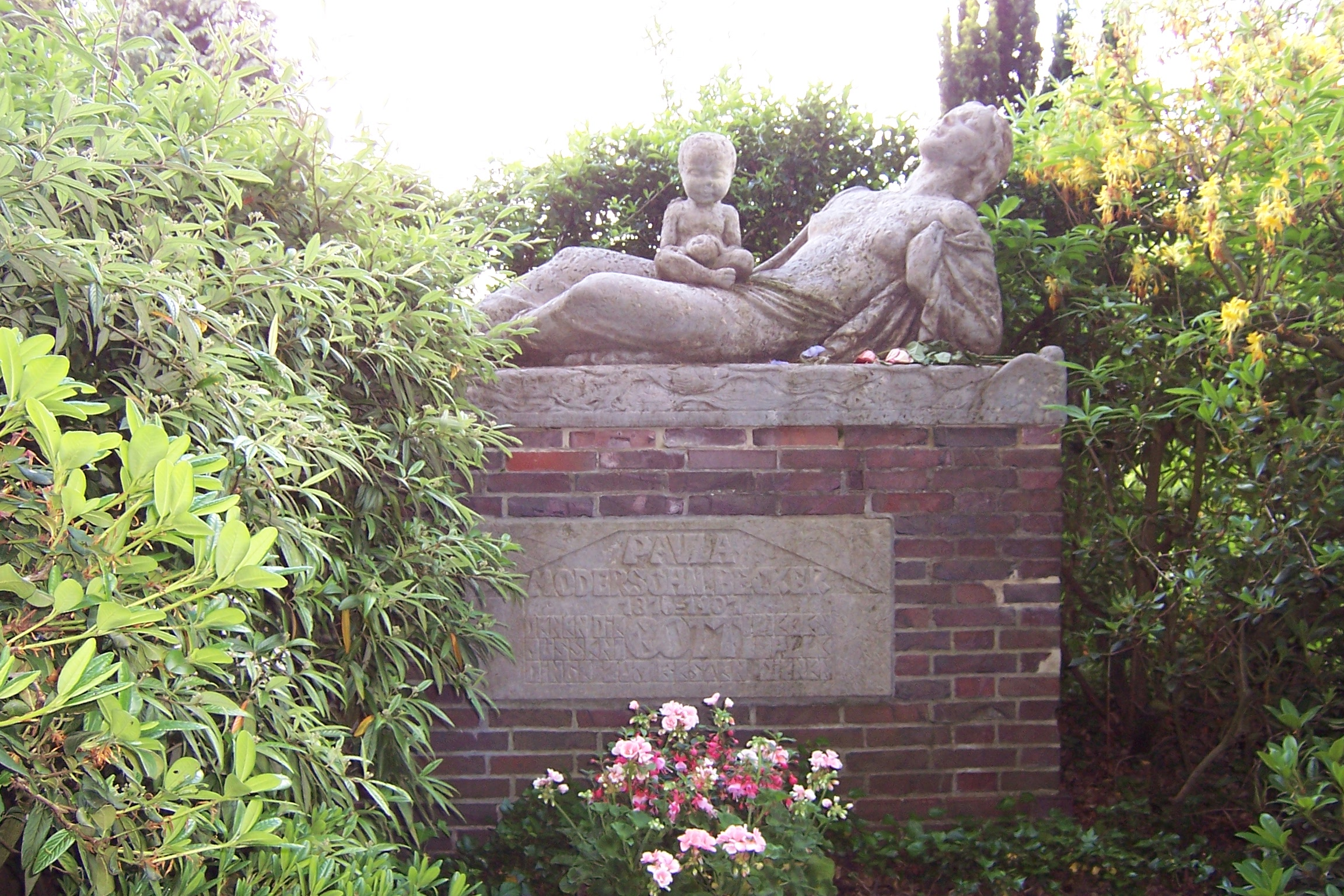
Grabdenkmal von Paula Modersohn-Becker (1907) in Worpswede
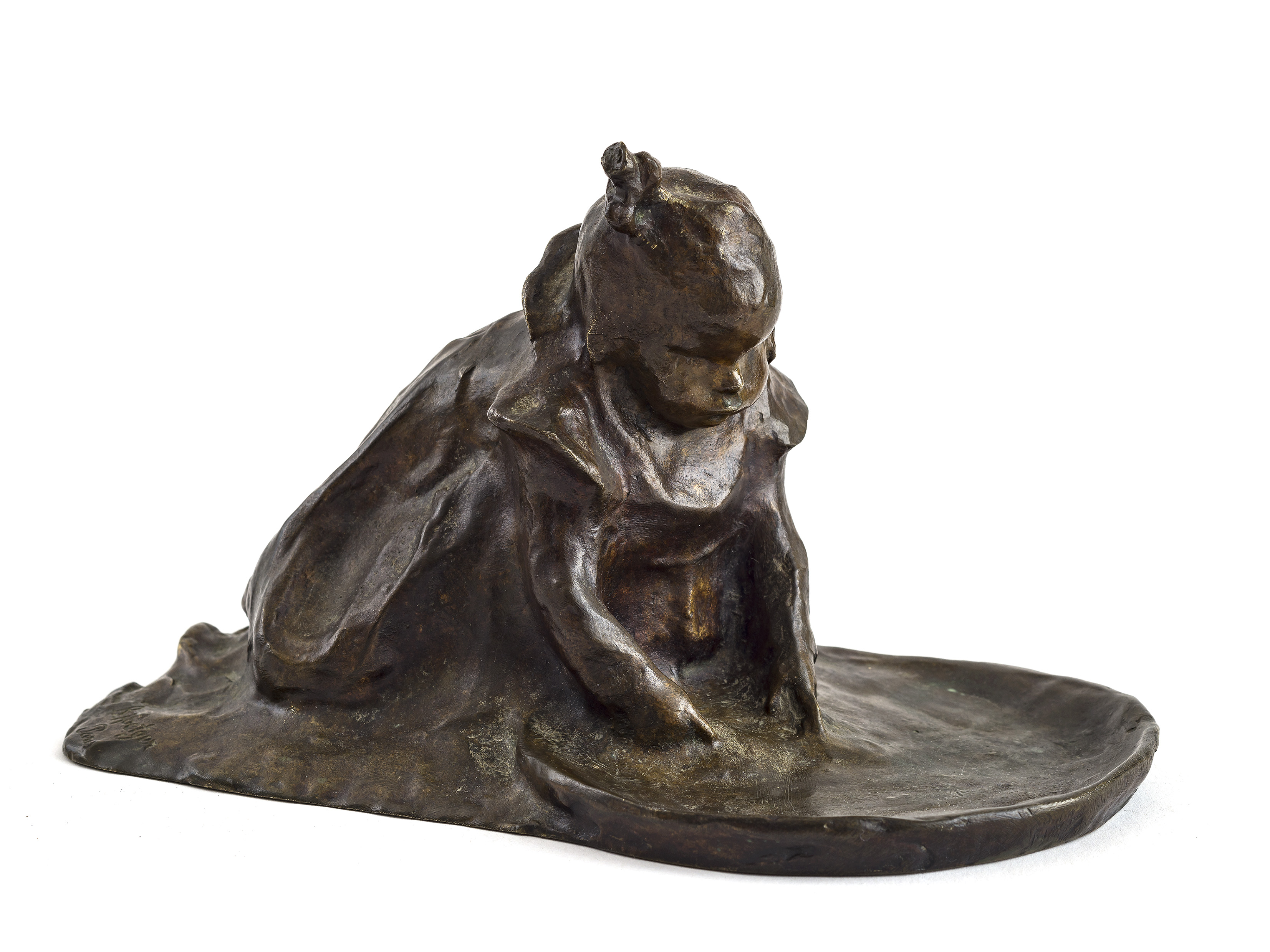
Spielendes Kind, um 1900/1901

## Ausstellungen
- 2012: Bewegte Bronze – Tanzplastiken von Bernhard Hoetger. Paula Modersohn-Becker Museum, Bremen.
- 2013: Bernhard Hoetger. Der Platanenhain. Museum Künstlerkolonie, Mathildenhöhe, Darmstadt.
- 2013: Faszination Nofretete. Bernhard Hoetger und Ägypten. Niedersächsisches Landesmuseum Hannover
- 2021: AVANTGARDE. Bernhard Hoetger und Paula Modersohn-Becker in Paris. Museen Böttcherstraße
- 2024: Bernhard Hoetger. Zwischen den Welten. Jubiläumsausstellung der Worpsweder Museen anlässlich Hoetgers 150. Geburtstags.
- 2025: Camille Claudel und Bernhard Hoetger. Emanzipation von Rodin. Alte Nationalgalerie, Berlin.[26]

## Film
- Bernhard Hoetger – Zwischen den Welten (2024), Dokumentarfilm von Kinescope Film. Drehbuch und Regie: Gabriele Rose.[27]